# أبو شعيب الحراني
عبد الله بن الحسن بن أحمد بن أبي شعيب، أبو شعيب الأموي الحراني (205 - 295 هـ = 820 - 908 م)، محدث من ثقات أهل الحديث، مات ببغداد، وكان أسند من بقي بها.

## سيرته
وكان يحيى البابلتي زوج أمه، وكان الأوزاعي زوج أم البابلتي، واسم جدهم: عبد الله بن مسلم، ومسلم من سبي سمرقند، وقع لعمر بن عبد العزيز، فأعتقه، فولد له ولد، فجاء به عمر، فسماه عبد الله، وفرض له في الذرية، فعاش عبد الله مائة وعشرين سنة. وقال الصواف: سماعه من البابلتي في سنة ثماني عشرة. قال الذهبي: قلت: وقد كان زوج أمه، فسمع منه وهو حدث .

## روايته للحديث النبوي
- حدث عن: أبيه، وجده، وأحمد بن عبد الملك بن واقد، وعفان بن مسلم، ويحيى البابلتي، وجماعة. وطال عمره وتفرد.
- حدث عنه: إسماعيل الخطبي، وأبو علي بن الصواف، وأبو بكر الشافعي، وأبو القاسم الطبراني، وأبو بكر الآجري، والحسن بن جعفر الحرفي وخلق سواهم.
- الجرح والتعديل: قال أحمد بن كامل الشجري: مسندا غير متهم في روايته وكان يأخذ الدراهم على الحديث. وقال الدارقطني: ثقة مأمون. وقال الذهبي: معمر صدوق، وترجم له في تاريخ الإسلام. وقال صالح بن محمد جزرة: ثقة. وقال مسلمة بن القاسم الأندلسي: ثقة فصيح. وقال موسى بن هارون الحمال: صدوق، ومرة: السماع منه يفضل علي السماع من غيره فإنه المحدث بن المحدث بن المحدث.[3]